# Saint-Nicolas-la-Chapelle, Savoie
Saint-Nicolas-la-Chapelle är en kommun i departementet Savoie i regionen Auvergne-Rhône-Alpes i sydöstra Frankrike. Kommunen ligger i kantonen Ugine som tillhör arrondissementet Albertville. År 2022 hade Saint-Nicolas-la-Chapelle 490 invånare.

## Befolkningsutveckling
Antalet invånare i kommunen Saint-Nicolas-la-Chapelle
| Referens: INSEE |